# Dewoitine D.27
Il Dewoitine D.27 era un caccia monomotore ad ala alta a parasole prodotto dall'azienda francese Société Aéronautique Française - Avions Dewoitine, poi dalla svizzera Eidgenössischen Konstruktionswerkstätten (EKW), quindi nuovamente dalla francese Société Aéronautique Française (Avions Dewoitine), negli anni trenta.
Derivato direttamente dal precedente D.12 ne era sostanzialmente una variante che, adottando una diversa motorizzazione, era stato concepito per il mercato estero.

## Storia del progetto

### Sviluppo
Il progetto del D.27 si deve alla specifica emessa dalla Section technique de l'aéronautique francese, la STAé 1926 C1 leger programme, per la fornitura di un aereo da caccia leggero destinato ad equipaggiare Il progetto del caccia Dewoitine D.27 fu la consacrazione estrema dei velivoli con ala a parasole progettati dall'ingegnere Émile Dewoitine. Esso fu sviluppato per rispondere alle esigenze del programma per un caccia leggero, destinato ad equipaggiare l'Armée de l'air, definito dalla Section technique de l'aéronautique (STAé) con la designazione 1926 C1 leger. Il D.27 era fedele alle concezioni strutturali dei caccia precedenti, ma incorporava numerosi perfezionamenti sul piano dell'aerodinamica, del propulsore (un motore in linea Hispano-Suiza 12Mb a 12 cilindri a V erogante da 500 CV, carrello d'atterraggio con asse a V, al posto delle ruote indipendenti articolate. Il velivolo era armato con due mitragliatrici Darne di 7,5 mm sincronizzate in fusoliera.
Nel gennaio 1927 le Constructions Aéronautiques E. Dewoitine vennero messe in liquidazione, ed l'incompleto prototipo del D.27 fu trasferito in Svizzera, presso la società Eidgenössischen Konstruktionswerkstätten (EKW), per continuarne lo sviluppo. L'aereo andò in volò per la prima volta a Thun il 3 giugno 1928, nelle mani del collaudatore Marcel Doret. Entro la fine dell'anno tre D.27 erano stati ordinati dalla Romania, uno dall'Argentina (usato solo per valutazioni) e quattro dalla Jugoslavia.
In Svizzera il prototipo fu oggetto di una valutazione, insieme al Comte AC-1, in vista di una eventuale acquisizione da parte delle Fliegertruppen, in cui risultò vincitore.

## Tecnica
Caccia monoplano con ala a parasole e fusoliera di costruzione metallica a sezione ovoidale, con struttura a guscio a rivestimento lavorante, e velatura monoplana a profilo spesso, sostenuta da due coppie di montanti obliqui. La fusoliera era basata su quattro longheroni principali (in duralluminio) più vari longheroncini ausiliari e ordinate cui era chiodato il rivestimento metallico. L'ala, dalla caratteristica forma in pianta trapezoidale, con il tronco centrale rettangolare e priva di diedro, ma dotata di cospicua rastremazione in spessore, era realizzata su due longheroni in duralluminio estruso e centine in tubi di duralluminio; lo spessore decrescente verso le estremità (che erano arrotondate) comportava una variazione dei profili, che assicuravano all'ala un'elevata efficienza, pur compromettendone le doti alle massime incidenze. Essa era sostenuta da una controventatura, con la capra centrale sostituita da montanti divergenti che si univano a quelle principali, lievemente inclinate all'indietro. Il rivestimento alare era di tela. L'impennaggio orizzontale aveva le estremità arrotondate ed era rivestito di tela, come le superfici mobili. Un marcato gomito al bordo d'uscita, in corrispondenza della mezzeria del velivolo, assicurava al pilota una buona visibilità nel settore antero-superiore. Caratteristica interessante del velivolo fu l'adozione di alettone ed equilibratore di allungamento piuttosto elevato e superficie relativamente limitata.
Il carrello di atterraggio era triciclo posteriore fisso, con asse a V, al posto delle ruote indipendenti articolate, e pattino di coda.
Il propulsore era un motore in linea Hispano-Suiza 12Mb a 12 cilindri a V, a liquido, erogante la potenza di 500 CV, ed azionante un'elica bipala lignea.
L'armamento si basava su due mitragliatrici Darne calibro 7,5 mm.

## Impiego operativo
Nel marzo 1928 Émile Dewoitine ritorno in Francia, creando la Société Aéronautique Française-Avions Dewoitine. Il secondo ed il terzo D.27 di preserie furono consegnati alla Francia nell'aprile 1929. Il primo velivolo, rimotorizzato con un propulsore Hispano-Suiza 12Jb da 400 hp, venne designato D 272, e destinato a partecipare alle manifestazioni di acrobazia aerea. L'altro velivolo, destinato a subire la valutazione militare presso la STAé di Villacoublay, incominciò i collaudi il 28 maggio 1929. L'aereo era armato con due mitragliatrici Darne calibro 7,5 mm. Il 29 novembre 1929 venne firmato un contratto dalla DGT (Direction Générale Technique) del Ministère de l'Air per il secondo e terzo esemplare di preserie, più tre, portati poi a quattro, caccia supplementari prodotti dalla Lioré-et-Olivier.
Il sostanziale fallimento, alla fine del luglio 1930, della preserie del caccia D.27 fu dovuto a numerosi problemi strutturali dell'ala. Per rispondere ai nuovi requisiti imposti dalla STA è di Villacoublay venne progettata dall'ingegner Emile Dewoitine una nuova struttura alare sostanzialmente rinforzata, ed a questo punto la DGT (Direction Générale Technique) del Ministère de l'Air emise un ordine per 90 caccia D.27 dotati di ali rinforzate. Le modifiche strutturali adottate portarono al cambio in designazione del velivolo, da D.27 a Dewoitine D.53. Il primo prototipo, dotato dell'ala rinforzata, fu completato dalla Liore-et-Olivier il 27 febbraio 1931. Si trattava dell'esemplare D.27 N.14 che assunse la denominazione D.530. L'aereo effettuò il primo volo alla fine del mese seguente. Il D.530 era dotato di propulsore Hispano-Suiza 12Md, una versione alleggerita del modello 12Mb da 500 hp. I propulsori Hispano-Suiza 12Md non risultarono accettabili per la STAe, ed il secondo, terzo e quinto caccia D.53 di serie ricevettero gli Hispano-Suiza 12Mb standard, assumendo, durante le prove ufficiali, la designazione D 531.

### Jugoslavia
Alla fine del 1928 la Jugoslovensko Kraljevsko Ratno Vazduhoplovstvo ricevette dalla fabbrica EKW il prototipo D.27 C1 per effettuare una valutazione del velivolo. Nel 1929 vennero ordinati tre caccia D.27 C1 Jockey, dotati di motore Hispano Suiza 12Mb da 500 CV. I piani di costruzione su licenza furono annullati a favore del caccia Avia BH-33. Utilizzati per un breve periodo come velivoli da combattimento, gli aerei furono ritirati dal servizio, e immediatamente radiati, nel 1937.

### Svizzera
Nel febbraio 1927 Émile Dewoitine chiuse il suo stabilimento di Tolosa e si trasferì in Svizzera, presso Thun. In quegli stabilimenti mise a punto diversi modelli esportati in varie nazioni. Alla fine del 1929, le Forze aeree svizzere decisero di rinnovare la propria linea di caccia e commissionarono la produzione di cinque prototipi, denominati D-27 III. La costruzione degli aerei doveva avvenire a cura della EKW di Thun per la cellula, e dalla Saurer/SLM per la motoristica. Nell'autunno del 1929 la EKW iniziò la costruzione di una preserie di 15 caccia D.27 III, che adottavano una coda ridisegnata ed un'ala riveduta, della superficie ridotta di 0,45 m². Queste modifiche erano state esaminate presso il tunnel del vento dei Laboratoire Eiffel.
Ai velivoli di preserei seguirono 45 velivoli di serie, le cui consegne iniziarono nel 1931, e portarono il totale di esemplari consegnati a 65. Ad essi seguirono altri 2 velivoli di una versione migliorata, specifica per l'addestramento caccia, nota come Dewoitine D.26, dotata di elica metallica con ogiva, ruote carenate, piano verticale di coda arrotondato e motore radiale Wright 9Qa da 250 CV prodotto su licenza dalla Hispano Suiza. Gli aerei vennero utilizzati per quasi dieci anni, equipaggiando i reparti da caccia svizzeri fino al 1940. In seguito, con l'arrivo dei Messerschmitt Bf 109 e dei Morane-Saulnier MS.406, i Dewoitine D.27 vennero passati al compito di addestratori, raggiungendo i D.26. A partire dal maggio 1940, con l'attacco tedesco Francia, avvennero alcuni scontri armati tra le Fliegertruppen e la Luftwaffe. A seguito di ciò i D.27 vennero rapidamente riarmati come aerei da caccia, ma non ebbero mai impiego bellico. A partire dalla metà del 1940 furono riassegnati all'addestramento, rimanendo operativi in tale ruolo fino al 1944, quando furono definitivamente radiati.

## Utilizzatori
Argentina
- Servicio Aéronautico del Ejército

 Francia
- Aviation navale

 Romania
- Forțele Aeriene Regale ale României

 Spagna
- Fuerzas Aéreas de la República Española
  - Escuadrilla Internacional

 Svizzera
- Forze aeree svizzere

 Jugoslavia
- Jugoslovensko Kraljevsko Ratno Vazduhoplovstvo